# David Patrick Kelly
David Patrick Kelly, född 23 januari 1951 i Detroit, Michigan, är en amerikansk skådespelare. Kelly har gjort sig känd främst i sina roller som lite slemmiga och galna skurkar.

## Filmografi i urval
- 1979 – The Warriors
- 1982 – 48 timmar
- 1985 – Commando
- 1990 – Wild at Heart
- 1990–1991 – Twin Peaks (TV-serie) (nio avsnitt)
- 1994 – The Crow
- 1996 – Last Man Standing
- 2001 – K-PAX
- 2005 – Benknäckargänget – Krossa dem
- 2006 – Flags of Our Fathers
- 2014 – John Wick
- 2015 – Chi-Raq
- 2017 – John Wick: Chapter 2
- 2017 - Twin Peaks: The Return
- 2019 – VFW